# Ряшівський замок

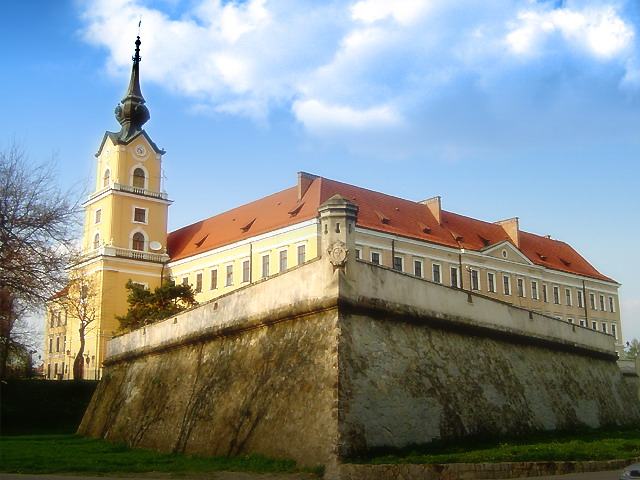

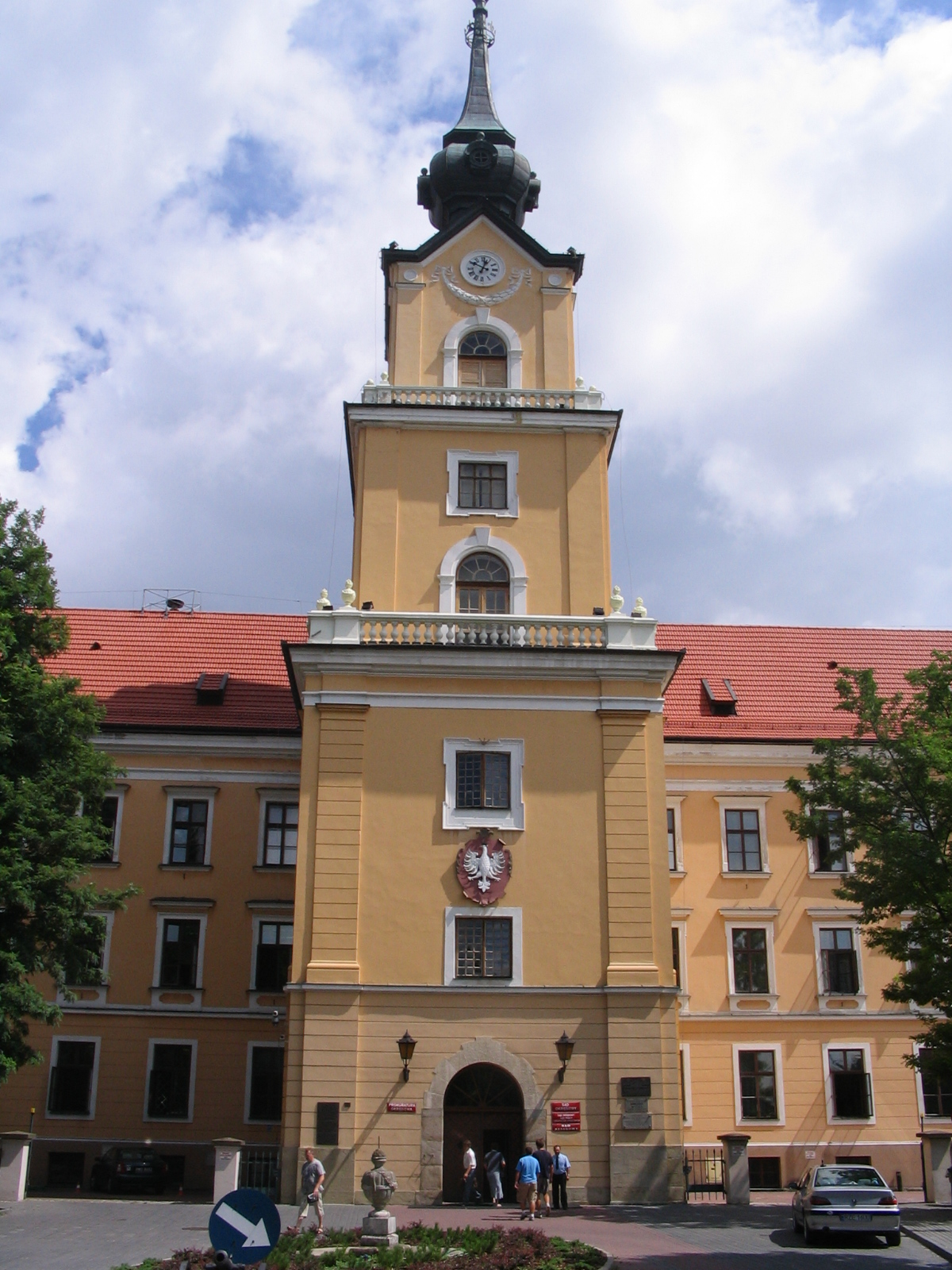
Замкова вежа

Ряшівський замок — одна з головних визначних пам'яток Ряшева, побудований у 1902—1906 роках на місці стародавнього замку Любомирських.
Перша оборонна споруда стояла на цьому ж місці, і була побудована, ймовірно, в XVI столітті. В кінці XVI століття, замок являв собою укріплений будинок-садибу Миколи Спитек Лігежа. До 1620 року замок був розбудований за зразком оборонно-палацового споруди. З 1637 року замок належав родині Любомирських і використовувався як літній палац.
Основними будівельними роботами керували Тильман Ґамерський і Кароль Генріх Вейдеман. У 1820 році комплекс був перебудований австрійською владою і адаптований для судових і тюремних цілей.
Руйнування замку на початку XX століття було викликане старінням конструкції. У первинному вигляді збереглися тільки ворота башти і башточки бастіонів.